# Anchinothria tosaensis
Anchinothria tosaensis is een borstelworm uit de familie Onuphidae. Het lichaam van de worm bestaat uit een kop, een cilindrisch, gesegmenteerd lichaam en een staartstukje. De kop bestaat uit een prostomium (gedeelte voor de mondopening) en een peristomium (gedeelte rond de mond) en draagt gepaarde aanhangsels (palpen, antennen en cirri).
Anchinothria tosaensis werd in 1999 voor het eerst wetenschappelijk beschreven door Imajima.